# Jacques Siclier
Jacques Siclier (* 27. März 1927 in Troyes, Frankreich; † 8. November 2013 in Paris) war ein französischer Filmkritiker, Drehbuchautor, Historiker und Autor.

## Leben
Siclier begann 1956 mit seinen literarischen Arbeiten über das Kino, seine Geschichte und seine Personen. Am Ende der 1950er Jahre arbeitete er für zwei Jahre für Cahiers du cinéma und begann 1960 als Film- und Fernsehkritiker bei Le Monde, nachdem er bereits im Film Außer Atem von Jean-Luc Godard eine Nebenrolle gespielt hatte. In der Kritikerrunde der Fernsehsendung La Masque et la Plume war er ein prominentes Mitglied.
Siclier schrieb die Drehbücher für die Fernsehserien Janique Aimée und Les Habits noirs. 1992 war er Mitglied der Jury der Internationalen Filmfestspiele von Venedig.

## Veröffentlichungen
- Le Mythe de la femme dans le cinéma américain. Éditions du Cerf, Paris 1956.
- Ingmar Bergman. Éditions universitaires, Paris 1960.
- Nouvelle Vague ?. Éditions du Cerf, Paris 1961.
- Guitry. Anthologie du cinéma, Paris 1966.
- Un Homme Averty. Jean-Claude Simoën, Paris 1976.
- La France de Pétain et son cinéma. Henri Veyrier, Paris 1981, ISBN 2-85199-229-5.
- Les nuits de juillet. Seghers, Paris 1991, ISBN 2-232-10396-X.
- Le Cinéma français, 2 Bände (De "La Bataille du rail" à "La Chinoise", 1945–1968; De "Baisers volés" à "Cyrano de Bergerac", 1968–1990). Éditions Ramsay, Paris 1990/1991, ISBN 2-85956-724-0 und ISBN 2-85956-963-4.

als Mitautor
- mit Jean-Claude Missaen: Jean Gabin.Henry Veyrier, Paris 1988.
- mit André S. Labarthe: Images de la science-fiction, Éditions du Cerf, 1958

## Filmrolle
- 1980: In der Mini-Fernsehserie Arsène Lupin joue et perd von Alexandre Astruc.